# シカゴ交通局

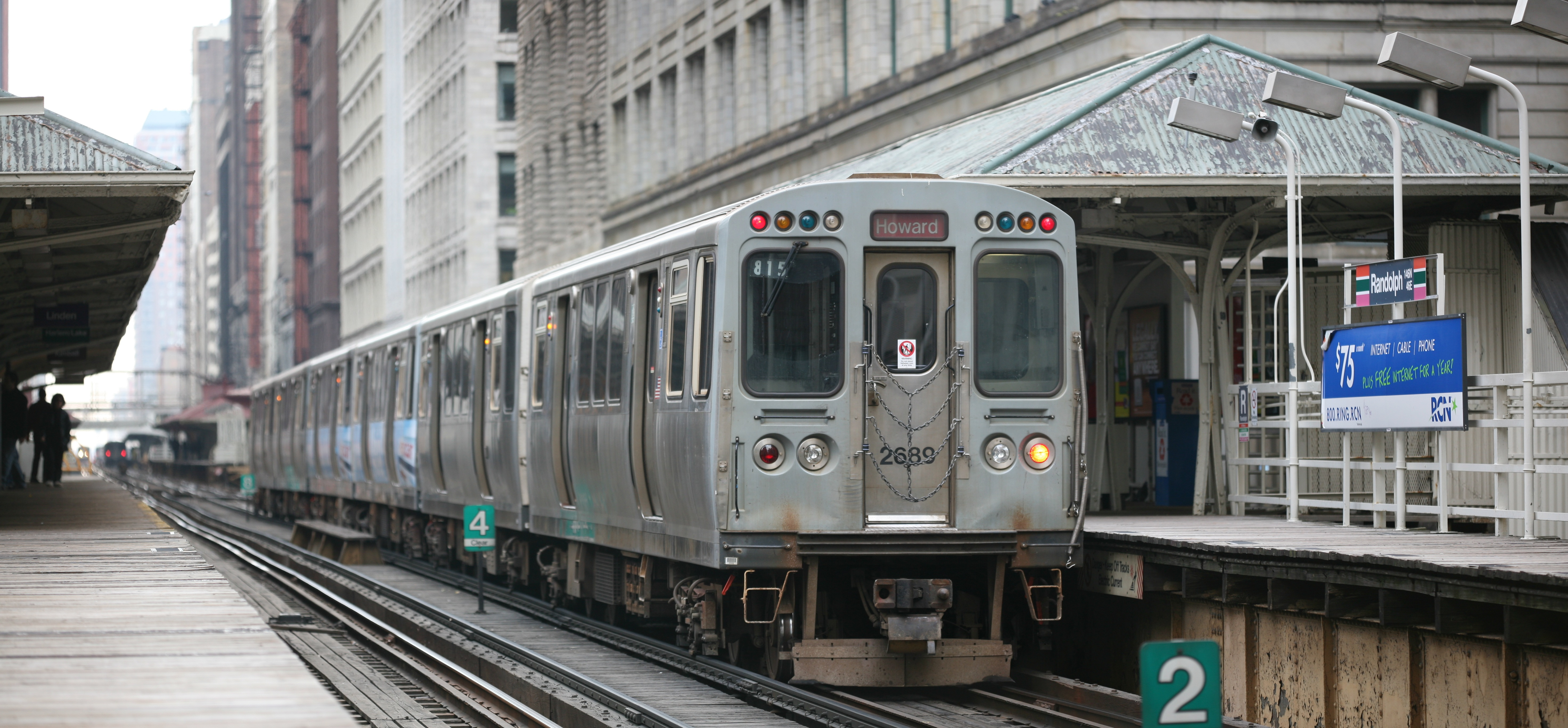
"シカゴ・L"

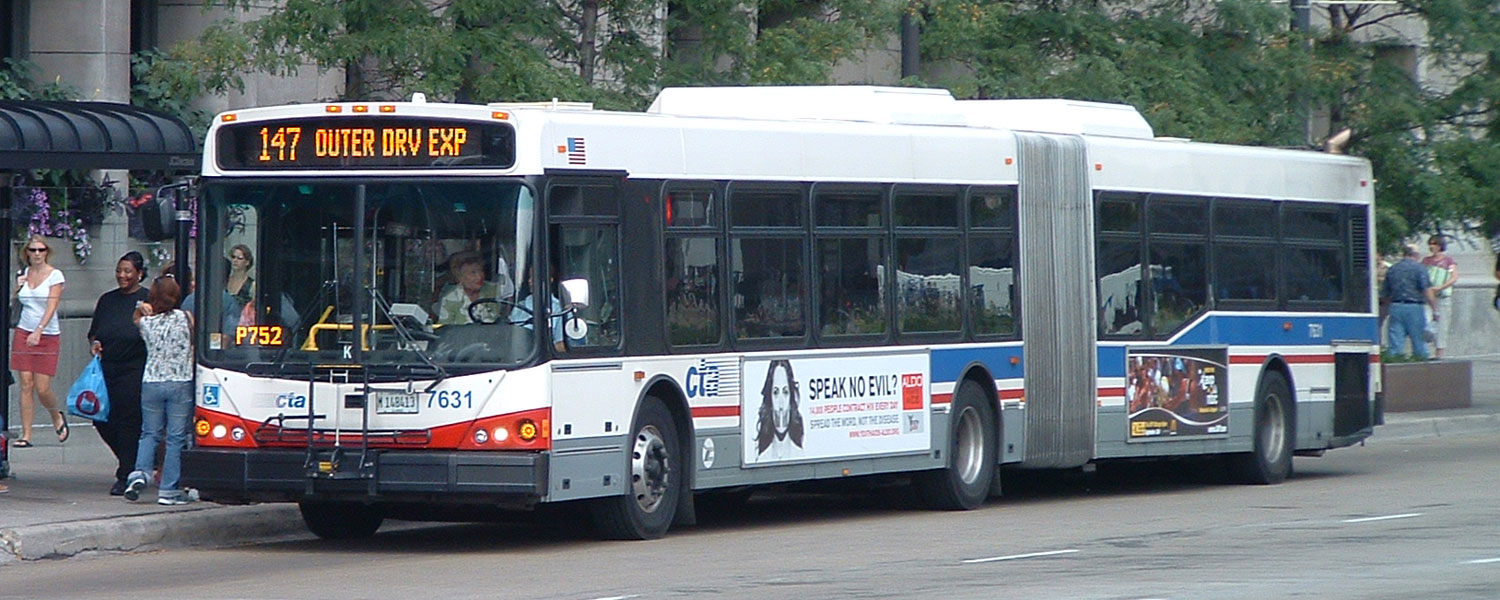
CTAバス

シカゴ交通局 (シカゴこうつうきょく、英: Chicago Transit Authority, CTA)は、アメリカ合衆国イリノイ州シカゴ市内とその近郊において公共交通機関を運営する公営企業。"シカゴ・L"として知られる高架鉄道及び地下鉄とバスを運営している。

## 概要

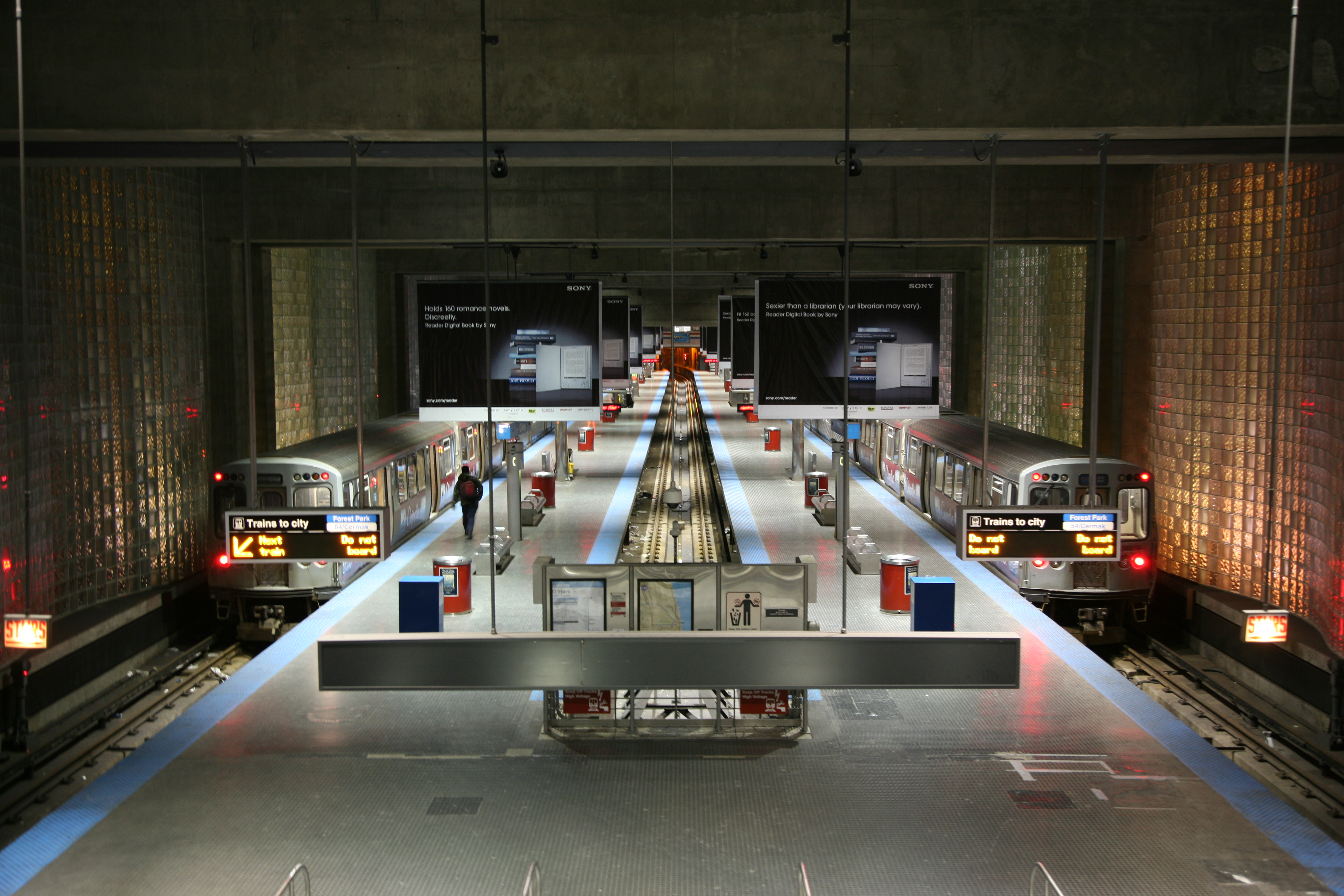
オヘア国際空港駅(Blue Line)

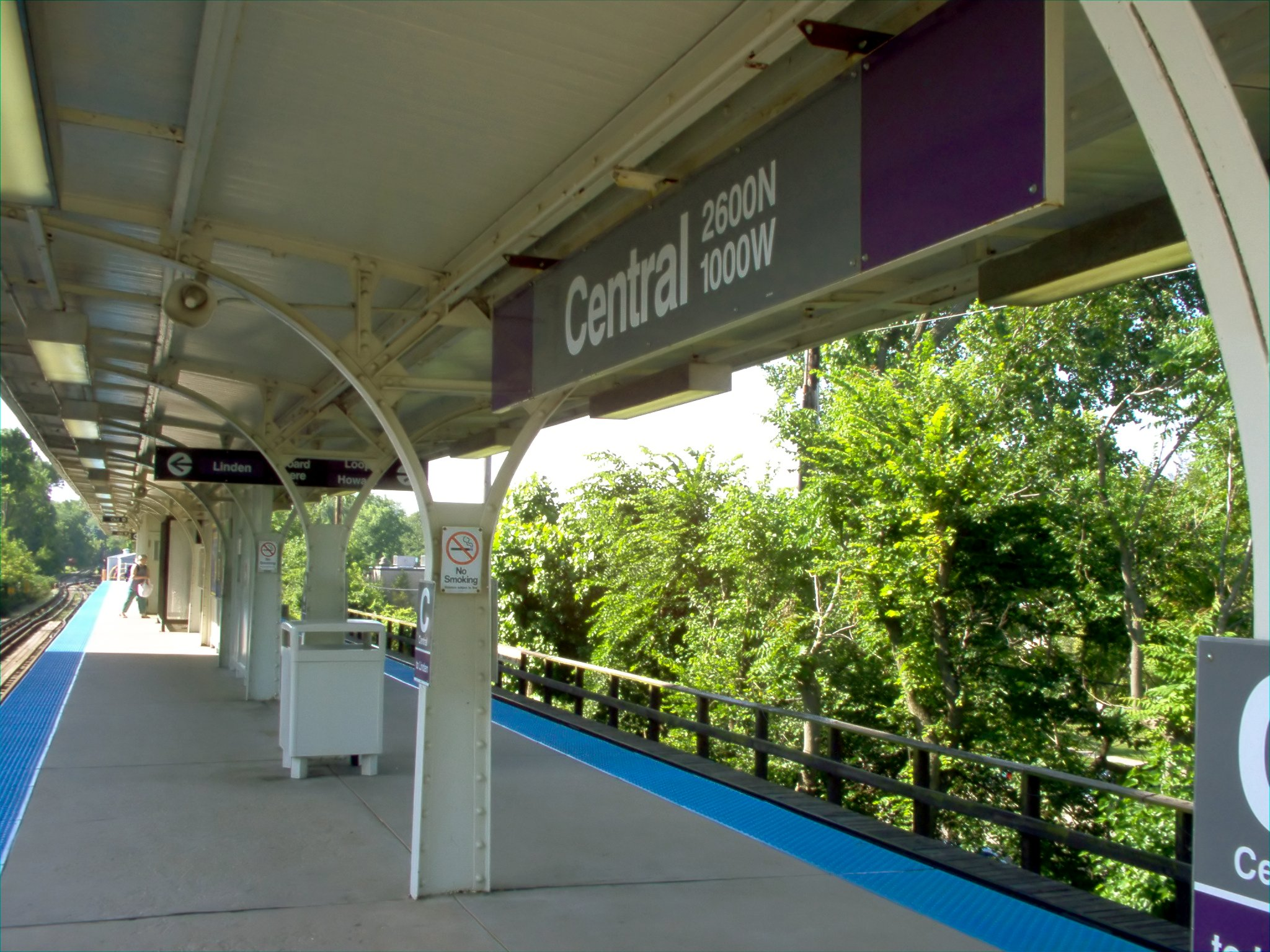
Central駅(Purple Line)

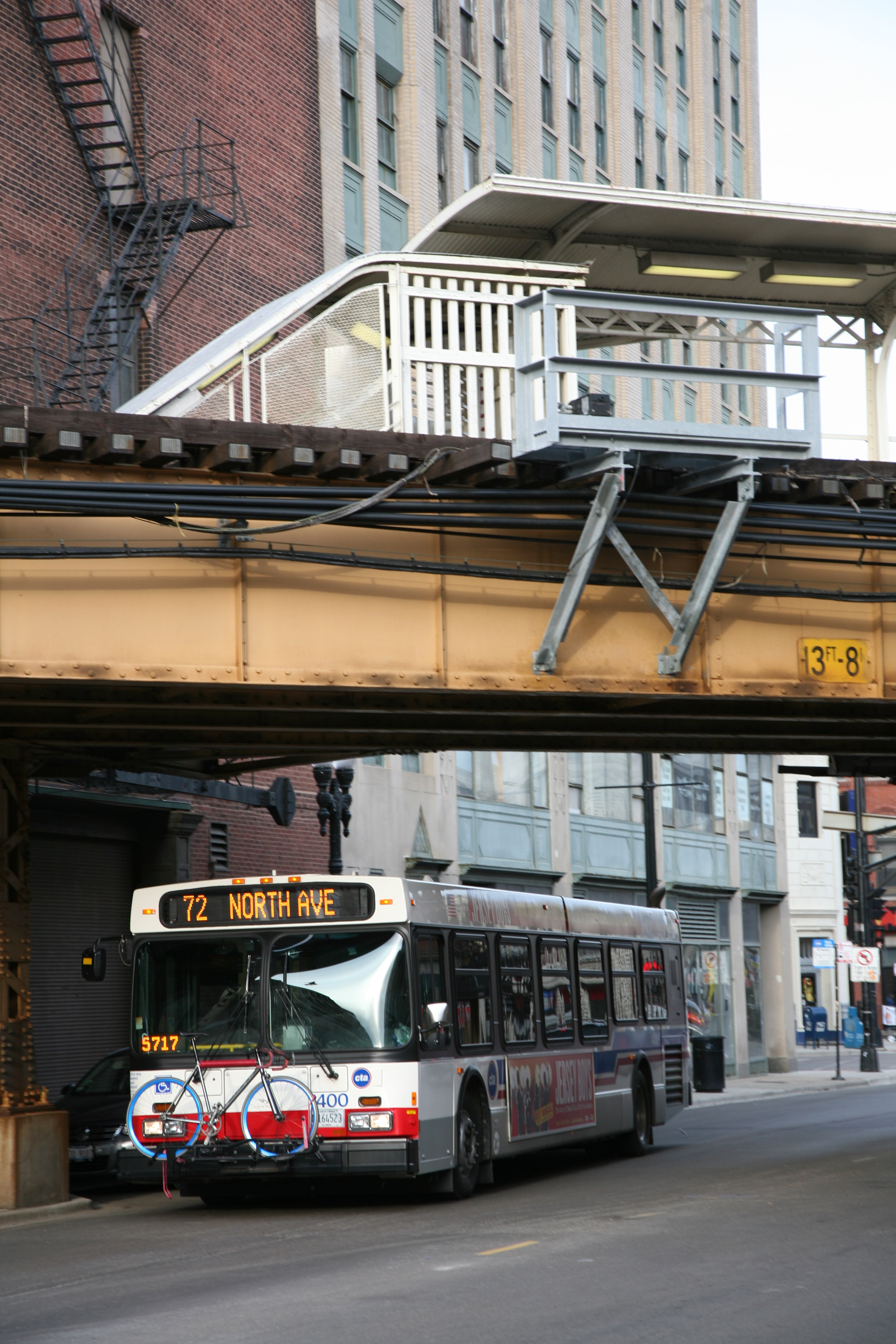
“L”高架下を走るCTAバス

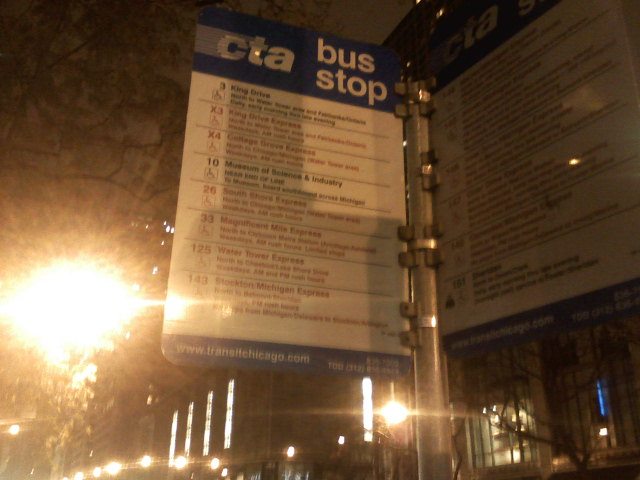
CTAバス停のサイン

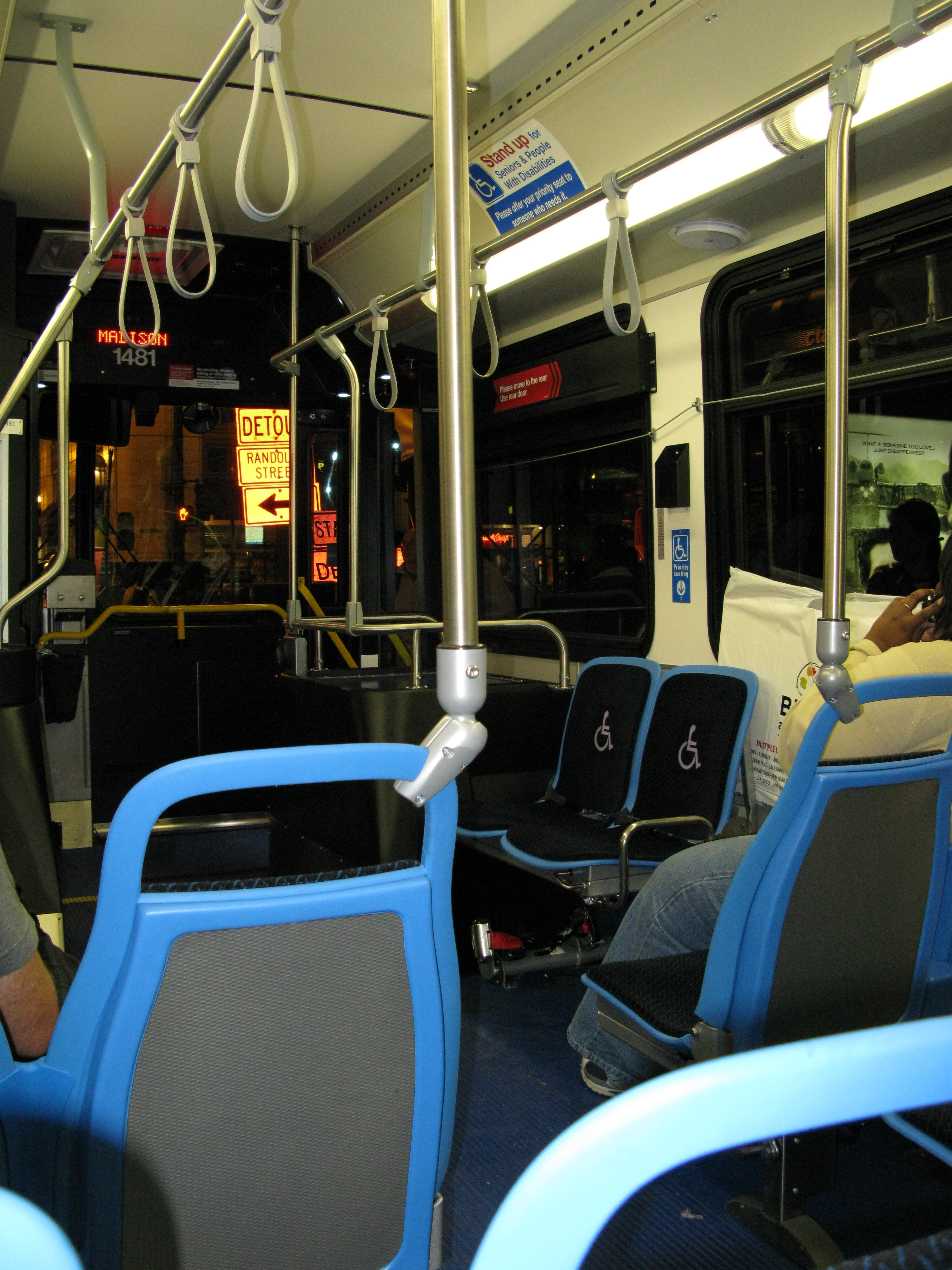
CTAバスの内部

シカゴ交通局（以下、CTAと略す）は、シカゴ市内と近郊の40地域において前述の鉄道"L"とバスを運営しており、2008年1年間の総利用者数は約5億2,630万人、1日あたり平均利用者数は約168万人に上る。また、運営規模の面から見れば、CTAは153本のバス路線と8本の鉄道路線を抱え、サービス提供のために2,222台のバスと1,190両の鉄道車輛を保有、また11,795人の職員を雇用している。本部は567 West Lake St.に置かれている。
その規模は全米第2位(最大は、ニューヨーク市内・近郊で公共交通機関を運営するMTA)、北米地域全体では第4位の規模を誇る。
なお、バス事業と鉄道事業の概要は以下の通り(2009年7月現在)である。
- バス部門 - 路線数：153路線、車輛保有台数：2,222台、1日あたり利用者数(2008年平均)：約104万人、営業距離：2,517マイル（約4,051キロメートル）、1日あたり運行距離：221,494マイル（約356,500キロメートル）、停留所数：11,833
- 鉄道部門("シカゴ・L") - 路線数：8路線、車輛保有台数：1,190両、1日あたり利用者数：約65万人、営業距離：224.1マイル（約360.7キロメートル）、1日あたり運行距離：216,456マイル（約348,400キロメートル）、駅数：144駅

## 組織
経営に関しては、直接には市長から任命された公社総裁（President）があたっている他、シカゴ都市圏の交通政策を決定するシカゴ交通委員会（Chicago Transit Board）が政策面でのサポートを行っている。2009年7月現在、総裁はリチャード・ロドリゲス（Richard Rodriguez）、また交通委員会委員長(Chairman)はキャロル・ブラウン（Carole Brown）が務めている。
CTAは資金面でも行政のサポートを受けている。CTAは、運賃収入や広告収入などの事業収入の他に、地域交通局(Regional Transportation Authority(RTA))から補助金を受けている。RTAは、RTA法という法律に基づいた公的機関であり、イリノイ州北東部の3つの公共交通機関(CTA、メトラ(Metra)、Paceバス)を財務面で支援すると共に運営を監視する任務を負っている。2006年の報告によれば、CTAは事業コストのうち53％を自身の事業収入で賄っており、RTAから受けている補助金の総額は5億2,400万ドルである。このうちの4億7,950万ドルには、シカゴ地区で徴収された売上税の一部が充てられている。

## 歴史
CTAは、シカゴ市の公営企業として、1947年10月1日に事業を開始した。事業開始にあたり、CTAはシカゴ市内とその近郊で高架鉄道を運営していたシカゴ・ラピッドトランジット・カンパニー社と路面電車を運営していたシカゴ・サーフェス・ライン社の2社の資産を買収し、路線網を整備した。この買収に関しては、1800年代後半から1900年代前半にかけて、アメリカでは民間資本によるバスや地下鉄、路面電車などの公共交通機関の整備が相次いで行われたが、第二次世界大戦後、これらの民間事業者の多くが、資金面での問題やモータリゼーション進展により、経営難に悩まされるようになったという経緯がある。この経営難に関しては、CRTなども例外ではなく、CSLに至っては破産に追い込まれてしまった。この状況を受けて、シカゴ市とイリノイ州の議会は、シカゴの公共交通を担う3つの異なるシステムを統合し、これを公営企業として運営することに同意し、その結果誕生したのがCTAである。
1952年、CTAはシカゴ・モーターコーチ・カンパニーの資産を買収し、バス事業を傘下に収めたことで、今日の事業形態が築かれた。ちなみに、この時買収したシカゴ・モーターコーチ・カンパニーは、イエローキャブの創始者として知られているジョン・D・ハーツの支配下にあった企業である。
1984年、シカゴ・オヘア国際空港への乗入開始。
1993年、鉄道"L"の路線名が色別に変更される。シカゴ・ミッドウェー国際空港への乗入開始。
1997年、乗車用磁気式カード(後述のトランジットカード)の導入開始。
2006年、鉄道"L"のピンクライン(Pink Line)開通。
2013年、それまでのシカゴカードおよびトランジットカードを置き換える形で非接触ICカード、「Ventra」が導入された。

## 運賃
※2018年現在、Ventraの全面導入により以下のシステムとは大きく異なっている。
CTAのバス・電車では、運賃の支払い方法として現金、トランジットカード(Transit Card)、"シカゴ・カード"(Chicago Card)などの複数の方法が用意されている。また一日券などの乗り放題パス(Unlimited-Ride Passes)もある。以下の運賃情報は2009年1月1日現在。

### 現金での乗車
初乗り料金：バス - 2.25ドル、電車 - 基本的に不可
乗換え料金：不可
現金での支払いは、現在はバスのみで可能。全てのCTA駅に自動販売機が設置されているので、電車を使用する場合は後述のトランジットカードを購入することになる。
支払は前払い方式。バス乗車の際、運転席脇の料金機にコインと紙幣の挿入口が別々にあるので、料金分を投入する。ただしお釣りは出ない。乗換えに関しては、現金によるトランスファー・チケット制度は廃止されたため、乗車のたびに初乗り料金を支払うことになる。

### トランジットカードでの乗車
初乗り料金：バス - 2.00ドル、電車 - 2.25ドル
乗換え料金：初回 - 25セント、2回目 - 無料 (なお、指定駅での電車間の乗換えは無料。後述)
磁気式カード。駅設置の自動販売機の他、各種店舗(Currency ExchangesやJewel・Dominick'sなど)又はオンラインで購入できる。駅の自動販売機の場合、最低2ドルから購入可能であり、任意に追加チャージができる(最大100ドルまで)。
バスの場合は、乗車の際料金機の専用口に挿入する。電車の場合は、駅改札の専用口に挿入する。1枚で7人まで同時に使用可能。Paceバス(主に郊外を走るPace社のバス)でも使用できるが、メトラの鉄道には使用できない。
乗換え(Transfer)は、初乗りから2時間以内の制限がある。なお、「最初のカード使用時から2時間以内の再使用」が全て「乗換え」と認識されるため、例えば同一路線を往復で乗車する場合でも、復路のカード使用が往路の乗車時から2時間以内であれば、復路には乗換え料金が自動的に適用される。また、電車-バスの順で乗換えると合計2.50ドル(電車初乗り2.25ドル+初回乗換0.25ドル)が差し引かれるが、その直前にバスに乗っておくとバス-電車-バスの乗換えとなり合計運賃が2.25ドル(バス初乗り2.00ドル+初回乗換0.25ドル+2回目乗換0.00ドル)に減少するという奇妙な現象が生じる。

### "シカゴ・カード"での乗車
料金体系は、上記トランジットカードと同じ。
タッチ式カード。一般の"シカゴ・カード"の他、オンライン管理可能な"シカゴ・カード・プラス"の2種類があり、チャージ方法や残高確認方法が異なる。発行後4年で失効する。
バスの場合は、乗車の際に乗り口付近にある専用のパネルにカードをタッチさせる。電車の場合は、駅改札の専用パネルにカードをタッチさせる。1枚で7人まで同時に使用可能。Paceバスでも使用できるが、メトラの鉄道には使用できない。
- シカゴ・カード
  - 購入方法 - 郵便・電話・オンラインでの申込み、CTA本社での購入の他、各種店舗(Currency ExchangesやJewel・Dominick'sなど)でも購入可能。
  - チャージ方法・残高確認方法 - 駅設置の自動販売機か、一定の「Touch-n-Go Location」でチャージおよび残高確認できる。チャージは現金のみ。
  - ユーザー登録(オンライン)が任意で行える。登録すると、万一の紛失・盗難時にチャージ残高をプロテクトする機能[8]が使用できる。

- シカゴ・カード・プラス
  - 購入方法 - 郵便・電話・オンラインでの申込み、又はCTA本社での購入のみ。
  - チャージ方法・残高確認方法 - 利用者の設定により、残高が一定額を下回るごとに、一定額がクレジットカード又はデビットカードに自動チャージされる[9]。残高はオンラインか電話で確認できる。
  - ユーザー登録は強制。また、通常の使用の他、下記の30日券(86ドル)をチャージすることができる。

### 乗り放題パス
1日券(1-Day CTA Fun Pass) - 10ドル
3日券(3-Day CTA Pass) - 20ドル
7日券(7-Day CTA Pass) - 28ドル
30日券(30-Day CTA Pass) - 100ドル
磁気式カード。特定駅の自動販売機(Blue Lineのオヘア国際空港駅、Orange Lineのミッドウェー国際空港駅、Red Lineのシカゴ駅)の他、各種店舗(Currency ExchangesやJewel・Dominick'sなど)又はオンラインで購入できる。最初の使用時から24時間をもって「1日」としてカウントされる。CTAのバス・電車は乗り放題だが、メトラの鉄道には使用できない。Paceバスは1日券・3日券・普通7日券では使用できない(脚注を参照)。
バス・電車での使用方法は、上記のトランジットカードと同じ。1枚につき1人のみ使用できる。

### 乗換え無料駅
以下の駅におけるトランジットカード・シカゴカードでの電車間の乗換えは、無料。
- Loop内
  - Clark駅(Blue, Green, Pink, Brown, Purple, Orange)
  - Lake駅(Red)及びState駅(Green, Pink, Brown, Purple, Orange)
  - Adams駅(Green, Pink, Brown, Purple, Orange)
  - Jackson(& State)駅(Red)・Jackson(& Dearborn)駅(Blue)及びLibrary駅(Pink, Brown, Purple, Orange)
  - Washington(& Wells)駅(Pink, Brown, Purple, Orange)
  - Washington(& State)駅(Red)お及びWashington(& Dearborn)駅(Blue)
- Loop北部
  - Howard駅(Brown, Purple, Yellow)
  - Belmont駅(Red, Brown, Purple)
  - Fullerton駅(Red, Brown, Purple)
  - Merchandise Mart駅(Brown, Purple)
- Loop西部
  - Clinton駅(Green, Pink)
  - Ashland駅(Green, Pink)
- Loop南部
  - Roosevelt駅(Red, Green, Orange)